# Gengar
Gengar (japanski: Genga) jedan je od 1025 fiktivnih vrsta Pokémona iz medijske franšize Pokémon, skupa Pokémon videoigara, animiranih serija, manga stripova, knjiga, igraćih karata i drugih medija kojima je tvorac Satoshi Tajiri. Svrha je Gengara u videoigrama, animiranoj seriji i manga stripovima, kao i svrha ostalih Pokémona, borba s divljim Pokémonima – neukroćenim stvorenjima koje igrači i likovi pronalaze dok kreću na razne avanture – i pripitomljenim Pokémonima drugih Pokémon trenera.
U 6. generaciji, Pokemon je dobio Mega evoluciju, a u 8. Gigantamax oblik.

## Etimologija imena
Gengar dolazi od njem. riječi doppelgänger, što označava dvojnika. Gengar se voli pretvarati da je nečija sjena. Gen- je alternativno čitanje ideograma 幻, a znači utvaru ili iluziju.

## Pokédex podaci
- Pokémon Red/Blue: Pod punim mjesecom ovaj Pokemon voli oponašati sjene ljudi i smijati se njihovom strahu.
- Pokémon Yellow: Gengar je blizu tebe ako osjetiš iznenadnu hladnoću. Možda pokušava na tebe baciti kletvu.
- Pokémon Gold: Krade toplinu od okoline. Ako osjetiš iznenadnu hladnoću, zasigurno se pojavio Gengar.
- Pokémon Silver: Da bi ukrao život svoje mete, šulja se u sjenu plijena, te tiho čeka priliku.
- Pokémon Crystal: Krijući se u sjenama ljudi po noći, upija njihovu toplinu. Hladnoća koju prouzroči dovodi žrtve do drhtanja.
- Pokémon Ruby: Ponekad u mračnoj noći, tvoja sjena koju baca ulično svjetlo će te iznenada preteći. To je zapravo Gengar koji trči pokraj tebe, pretvarajući se da je tvoja sjena.
- Pokémon Sapphire: Ponekad u mračnoj noći, tvoja sjena koju baca ulično svjetlo će te iznenada preteći. To je zapravo Gengar koji trči pokraj tebe, pretvarajući se da je tvoja sjena.
- Pokémon Emerald: Duboko u noći, tvoja sjena koju baca ulično svjetlo te može iznenada preteći. To je zapravo Gengar koji trči pokraj tebe, pretvarajući se da je tvoja sjena.
- Pokémon FireRed: Kaže se da izranja iz tame kako bi krao živote onih koji su se izgubili u planinama.
- Pokémon LeafGreen: Ako se u noći punog Mjeseca sjene miču i smiju same od sebe, to je sigurno Gengarovo djelo.
- Pokémon Diamond: Skriva se u sjenama. Kaže se da, ako se Gengar skriva, hladi okolinu za skoro 5°C.
- Pokémon Pearl: Vrebajući u sjenovitim kutcima soba, čeka prilike da ukrade životnu silu plijena.

## Opis
Gengar je napredniji od Hauntera po tome što ima ruke i noge pričvršćene uz tijelo. Gengarovom pojavom dominira upečatljivo zlokoban osmijeh.

## Tehnike
| Prirodne tehnike                | Prirodne tehnike | Prirodne tehnike |
| ------------------------------- | ---------------- | ---------------- |
| Tehnika                         | Vrsta tehnike    | Razina           |
| Hipnoza (Hypnosis)              | Psihički         |                  |
| Lizanje (Lick)                  | Duh              |                  |
| Pakost (Spite)                  | Duh              |                  |
| Oštar pogled (Mean Look)        | Normalni         | 8                |
| Kletva (Curse)                  | Duh              | 12               |
| Noćna sjenka (Night Shade)      | Duh              | 15               |
| Zbunjujuća zraka (Confuse Ray)  | Duh              | 19               |
| Podli udarac (Sucker Punch)     | Mračni           | 22               |
| Sjenoviti udarac (Shadow Punch) | Duh              | 25               |
| Odmazda (Payback)               | Mračni           | 28               |
| Mračna lopta (Shadow Ball)      | Duh              | 33               |
| Jedač snova (Dream Eater)       | Psihički         | 39               |
| Mračni puls (Dark Pulse)        | Mračni           | 44               |
| Okovi sudbine (Destiny Bond)    | Duh              | 50               |
| Noćna mora (Nightmare)          | Duh              | 55               |

## Statistike
| HP:      | 60  |  |
| Attack:  | 65  |  |
| Defense: | 60  |  |
| Special: | 130 |  |
| SpAtk:   | 130 |  |
| SpDef:   | 75  |  |
| Speed:   | 110 |  |

Statistika Special korištena je samo tijekom prve generacije; kasnije je podijeljenja na Special Attack i Special Defense statistike.

## U animiranoj seriji
Vođa dvorane grada Ecruteaka Morty ima Gengara koji je njegov najjači Pokemon.